# Mogens
Mogens ist ein dänischer männlicher Vorname, der sich vom lateinischen Magnus (dt. der Große, der Bedeutende) ableitet. In Dänemark gibt es laut offizieller Statistik mehr als 16.000 Namensträger.
Eine schwedische Variante des Namens lautet Måns, eine norwegische Mons.

## Namensträger

### Form Mogens
- Mogens Camre (1936–2016), dänischer Politiker
- Mogens Enger (1894–1918), dänischer Schauspieler und Stummfilmregisseur
- Mogens Felsby (1929–2022), dänischer Badmintonspieler
- Mogens Frey (* 1941), dänischer Radrennfahrer
- Mogens von Gadow (* 1930), deutscher Schauspieler und Synchronsprecher
- Mogens Glistrup (1926–2008), dänischer Politiker
- Mogens Herman Hansen (1940–2024), dänischer Althistoriker
- Mogens von Harbou (1905–1946), deutscher Verwaltungsjurist
- Mogens Jensen (* 1963), dänischer Politiker
- Mogens Kirckhoff (* 1944), dänischer Autor
- Mogens Klitgaard (1906–1945), dänischer Schriftsteller
- Mogens Lüchow (1918–1989), dänischer Degenfechter
- Mogens Lykketoft (* 1946), dänischer Politiker
- Mogens Pedersøn (~1585–1623), dänischer Komponist
- Mogens Pihl (1907–1986), dänischer Physiker
- Mogens Schou (1918–2005), dänischer Psychiater
- Mogens Wöldike (1897–1988), dänischer Dirigent, Chorleiter und Organist

### Form Måns
- Måns Grenhagen (* 1993), schwedischer Automobilrennfahrer
- Måns Hedberg (* 1993), schwedischer Snowboarder
- Måns Herngren (* 1965), schwedischer Filmschauspieler, Regisseur und Drehbuchautor
- Måns Mårlind (* 1969), schwedischer Regisseur und Drehbuchautor
- Måns Nathanaelson (* 1976), schwedischer Schauspieler
- Måns Söderqvist (* 1993), schwedischer Fußballspieler
- Måns Zelmerlöw (* 1986), schwedischer Popsänger, Model und Moderator

### Familienname
- Toni Mogens (* 1996), deutscher Singer-Songwriter